# روکاکو یوشیکاتا
روکّاکو یوشیکاتا (به ژاپنی: 六角 義賢 Rokkaku Yoshikata)، روکّاکو جُوتِی (به ژاپنی: 六角 承禎 ろっかく じょうてい)، یک سامورایی، فرزند روکاکو سادایوری، رهبر خاندان روکاکو و پدر روکاکو یوشیسوکه در دوره سنگوکو در ژاپن بود. وی شوگو (فرماندار) و دایمیوی یک منطقه در جنوب ولایت اومی و صاحب قلعه کاننونجی و پدر روکاکو یوشی‌هارو بود. در سال ۱۵۴۹ در نبرد اِگوچی به یاری هوسوکاوا هاروموتو آمده و با یکدیگر با میوشی ناگایوشی جنگیدند. در سال ۱۵۵۲ پس از مرگ پدر رهبر خاندان روکّاکو شد. خاندان روکاکو دایمیوی بخش جنوبی ولایت اومی که شامل بخش کوکا، شیگا می‌شد، بودند. به غیر از آن بر سه بخش از چهار بخش ولایت ایگا نیز به‌طور غیرمستقیم فرمان می‌راندند.

## جنگ با خاندان میوشی و خاندان آزای
بعد از مرگ پدر به یاری هوسوکاوا هاروموتو به حمایت از شوگون آشیکاگا یوشی‌ترو با خاندان میوشی جنگید اما به علت قدرت زیاد این خاندان هر بار شکست خورد. در سال ۱۵۵۸ و بعد از نبرد کیتا شیراکاوا بین میوشی ناگایوشی و آشیکاگا یوشی‌ترو قرارداد صلح بسته شد و شوگون به کیوتو بازگشت و شوگون موقعیت خود را توانست حفظ کند. در این حال بود که آزای هیساماسا که بر بخش شمالی ولایت اومی مسلط بود، از فرصت استفاده کرده و به خاندان روکاکو حمله کرده و توانست این خاندان را به زیر فرمان خود دربیاورد. آزای هیساماسا برای حفظ رابطه با خاندان روکاکو دختر یکی از ملازمان این خاندان را به ازدواج پسر ارشدش آزای ناگاماسا درآورد که این ازدواج بعدها به طلاق انجامید.
در سال ۱۵۶۸، اودا نوبوناگا، که به خدمت آشیکاگا یوشی‌آکی درآمده بود از او درخواست کرد که به ارتش نوبوناگا بپیوندد ولی روکّاکو یوشیکاتا درخواست او را رد کرد. در نبرد متعاقب آن با نوبوناگا بنام نبرد قلعه کاننونجی، خاندان روکّاکو از قلعه خود رانده شده و عنوان دایمیو را از دست دادند.
وی به یک راهب بودایی، تحت نام شوتای تبدیل شد.